# Vincenzo Reinieri
Vincenzo Reinieri, né le 30 mars 1606 à Gênes et mort le 5 novembre 1647 à Pise, est un mathématicien et astronome italien. Il était un ami et disciple de Galilée.

## Biographie
Vincenzo Reinieri était membre de la congrégation de l'Ordre du Mont-Olivet. Son ordre l'envoya à Rome en 1623. Il rencontra Galilée à Sienne en 1633. Galilée et Reinieri mirent à jour et essayèrent d'améliorer les tables astronomiques des mouvements des satellites de Jupiter, la révision de ces tables ayant pour but d'améliorer la prédiction des positions de ces satellites.
Le travail de Vincenzo Reinieri l'a amené à s'installer à Arcetri près de Florence, où il se lia d'amitié avec l'astronome et mathématicien Vincenzo Viviani. Vincenzo Reinieri devint ensuite professeur de mathématiques à l'Université de Pise. Il y a également enseigné le grec ancien.
Son travail consistait à ajouter de nouvelles observations astronomiques des lunes de Jupiter à celles de Galilée. Dans une certaine mesure, Reinieri a amélioré les tables de Galilée sur les mouvements de ces satellites. Avant sa mort, Galilée a décidé de placer tous les documents contenant ses observations et ses calculs dans les mains de Reinieri, afin que celui-ci finisse et révise ses travaux. Les observations de Reinieri des lunes de Jupiter sont restées inédites à l'époque de sa mort prématurée à Pise en 1647. Il a été remplacé à la chaire de mathématiques par Famiano Michelini.
Le cratère lunaire Reiner porte son nom.

## Travaux publiés en latin
- Expugnata Hierusalem, poema, Publisher: Maceratae, Apud Petrum Salvionum (1628)
- Tabulae mediceae secundorum mobilium universales quibus per unicum prosthaphaereseon orbis canonem planetarum calculus exhibetur. Non solum tychonicè iuxta Rudolphinas Danicas & Lansbergianas, sed etiam iuxta Prutenicas Alphonsinas & Ptolemaicas, Éditions : Florentiae, typis nouis Amatoris Massae & Laurentij de Landis (1639)
- Tabulæ motuum cælestium universales : serenissimi magni ducis etruriæ Ferdinandi II. auspicijs primo editæ, & Mediceæ nuncupati, nunc vero auctæ, recognitæ, atque... Bernardini Fernandez de Velasco... iussu, ac sumptibus recusæ...Éditions : Florentiæ : typis Amatoris Massæ Foroliuien, 1647